# Fundacja Polonium
Fundacja Polonium (Polonium Foundation) – organizacja pozarządowa zrzeszająca polskich naukowców i studentów. Fundacja stanowi płaszczyznę łączenia polskich badaczy wszystkich dyscyplin, pracujących w środowisku akademickim i przemysłowym, na całym świecie, która sprzyja współpracy, wymianie pomysłów i dzieleniu się wiedzą.

## Historia
Corocznie organizowane były konferencje popularnonaukowe Science: Polish Perspectives (SPP), pierwsza z nich odbyła się w Oxfordzie 2012 roku. Wydarzenie to stanowi platformę, na której polscy naukowcy i studenci z różnych krajów mogą prezentować swoje osiągnięcia.
W 2016 roku organizatorzy konferencji SPP założyli w Polsce Fundację Polonium. Nazwa fundacji nawiązuje do pierwiastka chemicznego polonu (ang. polonium), odkrytego w Paryżu przez Marię Skłodowską-Curie, polską noblistkę i ekspatkę, która pracowała naukowo za granicą. Symbolika nazwy fundacji podkreśla wspólną pasję naukową oraz poczucie tożsamości narodowej, które łączą naukowców polskiego pochodzenia.

## Cele i formy działalności
Konferencje z serii Science: Polish Perspectives (SPP), w kolejnych latach, odbywały się w różnych ośrodkach akademickich: Cambridge, Berlinie, Paryżu (Polish Perspectives Meetup (SPP) – Paris 2023), Warszawie (4 listopada 2023).
Działania Fundacji skupiają się na łączeniu i wspieraniu polskich badaczy pracujących na całym świecie, zarówno w środowisku akademickim, jak i w sektorze badawczo-rozwojowym. Regularne kontakty i różnego rodzaju inicjatywy pozwoliły Fundacji zbudować relacje z polską diasporą naukową oraz wieloma międzynarodowymi naukowcami pracującymi w Polsce i za granicą.
Fundacja Polonium stworzyła międzynarodową platformę Polonium Network. Platforma umożliwia znajdowanie i utrzymywanie kontaktów badawczych, polskich badaczy ze wszystkich sektorów i dyscyplin, pracujących na całym świecie oraz międzynarodowych badaczy zainteresowanych możliwościami lub współpracą z Polską.
W 2018 roku powstał raport Fundacji Polonium „Niedostrzeżeni: polska diaspora naukowa jako źródło kapitału społecznego” analizujący sytuację 464 naukowców w 31 krajach.

## Organizacja
Organizacją zarządza zarząd, prezeską którego, od 2022 jest dr (PhD) Alicja (Ala) Santos.